# Ковтонюк, Борис Мусеевич
Борис Мусеевич Ковтонюк (укр. Борис Мусійович Ковтонюк; 2 марта 1942, Терновое — 11 августа 2025, Днепр) — украинский журналист, писатель, редактор, публицист. Член Национального союза журналистов Украины.

## Биография
Родился 2 марта 1942 года в селе Терновое Днепропетровской области. После окончания школы поступил в Днепропетровский национальный университет, где получил образование в области филологии.
Карьера Бориса Ковтонюка была тесно связана с журналистикой. Он работал в различных региональных изданиях, был редактором ряда газет и журналов, посвятив более 40 лет развитию украинской прессы. Его тексты отличались общественной остротой и глубоким знанием местной проблематики.
Скончался 12 августа 2025 года в Днепре.

## Книги
- Богиня (1998)
- Легенды Дибривского леса (2003)
- Чувствительные струны (2010)
- Сечеславщина казацкая. Вчера, сегодня, завтра (2013)
- Рождайтесь, герои! (2013)
- Дибривский лес (2013)
- Легенды Дибривского леса (2013, продолжение серии)
- Уникальные люди Приднепровья (2017)
- Тайные дороги запорожцев (2018)
- Животворный источник (2019)
- Клюет-есть-есть! Рыболовные быль (2020)

Борисом Ковтонюком также написано несколько книг в соавторстве, в том числе «Нестор Махно. Биографический справочник» (2018) — с Людмилой Ковтонюк, которая является и иллюстратором его произведений.

## Память
Национальный союз журналистов Украины выразил глубокие соболезнования по поводу его смерти, отметив вклад Бориса Ковтонюка в развитие украинской журналистики и его принципиальную гражданскую позицию.